# 厅局风
廳局風是一種服裝風格，主要指中华人民共和国公务员的著裝。廳和局是中華人民共和國公務員的職務等級。除了警察等特種崗位，在中國大陸公務員并沒有制服，但公務員系統内部有一些成文或不成文的規範限制公務員的穿著，不得太暴露或花哨。

## 描述
短髮，上著白襯衣，下著黑色或藍黑色西褲、黑色皮鞋。手拿保温杯。有時白襯衣外還套一件黑色或藍黑色，下擺内收的“行政夾克”。

## 評價
一些觀點認爲廳局風反映了失業問題，年輕人向往體制内的穩定。有些行为艺术博主模仿廳局風穿搭沐猴而冠順利進入各種場所“視察”并被恭敬對待。